# Henri Caillavet
Pour les articles homonymes, voir Caillavet.
Henri Caillavet, né le 13 février 1914 à Agen et mort le 27 février 2013 à Bourisp (Hautes-Pyrénées), est un homme politique français.
Avocat de formation, Henri Caillavet eut une longue carrière parlementaire (38 années de mandats électoraux — 29 ans député ou sénateur du Lot-et-Garonne).

## Biographie
Il est issu d'une famille de négociant. Son père Jean Caillavet est drapier, propriétaire de plusieurs magasins à Agen et sa mère, Marie-Louise Caubet, d'origine provençale, est rationaliste et suffragette avant l'heure. Les Caillavet sont originaires du Gers et ce nom veut dire « petit caillou, gravier » en gascon. Son père est franc-maçon et occupe au Grand Orient de France, durant l’entre-deux-guerres, la charge de vénérable de la Loge à Agen. Il fait lire à Henri des ouvrages religieux pour lui former l'esprit. À la maison, l'on reçoit des personnalités : Joffre, Clemenceau, Jean Zay, Joseph Caillaux.
Le jeune Henri suit un parcours scolaire classique à Agen : l'école élémentaire Joseph-Bara puis le lycée Bernard-Palissy. Après un brillant cursus universitaire à Toulouse, où Vladimir Jankélévitch lui a « appris à penser », il est docteur en droit et sciences économiques, et licencié es-lettres (philosophie). À partir de 1938, Il exerce la profession d’avocat à la Cour d'appel de Paris.
À 21 ans, il est initié en mai 1935 par la Loge des « Vrais Amis Réunis et l'Indépendance Française » (VARIF) du Grand Orient de France à l’Orient de Toulouse. Dans le livre Les frères invisibles, les journalistes Renaud Lecadre et Ghislaine Ottenheimer révèlent que Caillavet était une sommité dans le Grand Orient de France. Il fut longtemps président de la Fraternelle parlementaire.
En 1937-1938, proche des milieux libertaires et anarchistes, il fait passer des armes démontées pour les Brigades internationales qui se battent aux côtés des Républicains espagnols pendant la Guerre d'Espagne.
Il est mobilisé en 1939. Dès 1940, il s’oppose à la politique du maréchal Pétain ; son appartenance au Grand Orient de France n’y est pas étrangère. Ses actions contre le régime de Vichy provoquent son arrestation, il est interné le 28 octobre 1940, durant 24 heures, au camp de Noé qui « le relâche faute de preuve »,. En tant que franc-maçon, il est empêché de passer son agrégation de droit. « Faute de mieux », il plaide au barreau de Bagnères-de-Bigorre.
Il entre en Résistance contre l'occupation allemande en 1940 et fonde avec André Hauriou le mouvement Combat. Il est arrêté par les Allemands et livré à la Gestapo en mai 1942. Du fait d'un alibi, justifiant sa présence sur la frontière espagnole, il est libéré au bout de neuf semaines.
Deux ans après la Libération, il est élu à 32 ans, député le 2 juin 1946 à la seconde Assemblée nationale Constituante. En tant que parlementaire, il est  membre de la Haute Cour de Justice chargée de juger les anciens responsables de Vichy. Il préserve son mandat de député jusqu’en 1958. Très actif en matière de proposition de loi, il en fait sept jusqu'en 1951, puis vingt-quatre jusqu'en 1956.
En janvier 1953, on lui confie le poste de Secrétaire d'État à la France d’Outre-mer dans le gouvernement René Mayer, puis en 1954 dans le gouvernement Pierre Mendès France ceux de Secrétaire d'État, successivement aux Affaires économiques et au plan, à la Marine nationale, et enfin à l'Intérieur.
En 1958, il s’oppose au général de Gaulle en votant contre son investiture et la nouvelle Constitution. Il perd les élections législatives balayé par la vague gaulliste qui ouvre la Ve République.
Par ailleurs, il est élu conseiller général radical-socialiste du canton d’Astaffort de 1951 à 1963.
Il quitte ensuite le Lot-et-Garonne pour les Hautes-Pyrénées, où il sera maire de Bourisp de 1959 à 1983.
Il se présente aux élections sénatoriales en Lot-et-Garonne et est élu en juin 1967. Sénateur de 1967 à 1983, il cumule ce mandat avec celui de député européen de 1979 à 1984.
Il s'illustre au Parlement notamment par l'élaboration de projets de loi ou de propositions législatives concernant :
- le divorce par consentement mutuel ; proposition de loi en avril 1971[11] ;
- la publicité clandestine à la télévision ; rapporteur d'une Commission en avril 1972 sur l'ORTF avec le député du Nord, André Diligent[12],[6] ;
- l'interruption volontaire de grossesse (IVG) ; il est rapporteur en 1974 devant le Sénat de la loi Veil ;
- les greffes d'organes en 1976 ; une loi sur le don d'organes porte son nom (« loi Caillavet ») ;
- le vote blanc ; proposition de loi en décembre 1980[13]
- le tribunal de l'informatique, précurseur de la CNIL ;
- l'euthanasie  et l'acharnement thérapeutique ; il propose un projet de loi en avril 1978, sur le droit de mourir, qui précède de près de 30 ans, la « loi Léonetti » d'avril 2005[14] ;
- l'homosexualité en 1978 ; ses propositions pour retirer du code pénal des mesures discriminantes envers les homosexuels ne seront adoptées complètement qu'en 1981 ; en 1991, il soutient le Contrat d'Union Civil (CUC), préfiguration du PACS voté en 1999[15] ;
- la transidentité en 1981 et 1982[16].

Il a justifié l'avortement thérapeutique et l'euthanasie par des arguments qualifiés d'eugénistes par certains, affirmant que dès lors qu'un enfant peut poursuivre ses ascendants en justice pour réclamer le droit à ne pas naitre handicapé (arrêt Perruche) : « permettre à un enfant handicapé de venir au monde est une faute parentale et peut-être même le témoignage d'un égoïsme démesuré ».
Il a en outre pris la défense de la tueuse en série Christine Malèvre, une infirmière qui a donné la mort à au moins six patients en fin de vie (dont certains n'étaient pas consentants),.
Il perd son mandat de sénateur en 1983 contre Jean François-Poncet. Mais il contribue à lancer de nombreuses initiatives, comme la création de la Commission nationale informatique et liberté (CNIL) et le think tank Réseau Voltaire. C'est ainsi qu'il a présidé la commission pour la transparence et la pluralité de la presse (juin 1985).
Plusieurs fois président de l'Association pour le droit de mourir dans la dignité (ADMD), il en démissionne le 23 juin 2007.
Il se présente comme athée et rationaliste et a été intégré au Comité consultatif national d'éthique depuis 1981.
Il préside le Comité Laïcité République jusqu'en 2009.
Son portrait avait été brossé en décembre 2011 par le journal Le Petit Bleu. Il meurt le 27 février 2013  dans sa maison de Bourisp et est incinéré au crématorium d'Azereix.
Son épouse, née Françoise Rousseau, décède en 2011 à l'âge de 99 ans. Le couple a eu quatre garçons : Jean-Pierre, Guy, François et Hugues. Son fils, François Caillavet, assureur, a été impliqué dans le scandale financier provoqué par Jacques Crozemarie président de l'Association pour la Recherche sur la Cancer (ARC) en 1991.

## Décorations
- Commandeur de l'ordre de l'Économie nationale, ex officio en tant que secrétaire d'État aux finances, aux affaires économiques et au plan (1955)[23].

## Fonctions gouvernementales
- Secrétaire d'État à la France d'Outre-mer du gouvernement René Mayer (du 10 janvier 1953 au 28 juin 1953)[3]
- Secrétaire d'État aux Affaires économiques et au plan du gouvernement Pierre Mendès France (du 19 juin 1954 au 3 septembre 1954)
- Secrétaire d'État à la Marine (Défense) du gouvernement Pierre Mendès France (du 3 septembre 1954 au 20 janvier 1955)
- Secrétaire d'État à l'Intérieur du gouvernement Pierre Mendès France (du 20 au 25 janvier 1955)

## Autres mandats
- Député (radical) de Lot-et-Garonne (1946-1958)
- Sénateur (MRG) de Lot-et-Garonne (1967-1983)
- Député européen (1979-1984)
- Conseiller général de Lot-et-Garonne (1951-1964)
- Maire de Bourisp (1959-1983)